# 东北扁莎
东北扁莎（学名：Cyperus setiformis），为莎草科莎草属下的一种植物。生长于丘间低地和湿地。分布于俄罗斯远东地区乌苏里、则亚-布列亚以及日本，而中国境内分布于辽宁省和内蒙古自治区。